# Emmanuel Osei Kuffour
Emmanuel Osei Kuffour (ur. 6 kwietnia 1976 w Akrze) – ghański piłkarz grający na pozycji środkowego pomocnika.

## Kariera klubowa
Karierę piłkarską Kuffour rozpoczął w klubie Ebusua Dwarfs. W 1994 roku zadebiutował w jego barwach w ghańskiej Premier League. W 1999 roku odszedł do Hearts of Oak. W Hearts of Oak grał do 2005 roku i w tym okresie pięciokrotnie zostawał mistrzem kraju w latach 1999, 2000, 2001, 2002 i 2005 oraz zdobył dwa Puchary Ghany (1999, 2000). W 2000 roku wygrał z Hearts Ligę Mistrzów, a w 2004 – Puchar Konfederacji. W 2002 roku był wypożyczony do rosyjskiego Anży Machaczkała, a w 2003 do tureckiego Akçaabatu Sebatspor.
W 2005 roku Kuffour wrócił do Ghany i został piłkarzem Ashanti Gold. Z kolei w 2006 roku grał w irańskim Teraktor Sazi. Następnie do 2007 roku ponownie grał w Ashanti Gold, a w latach 2007–2008 w Asante Kotoko, z którym wywalczył mistrzostwo kraju.
W 2009 roku Kuffour odszedł do libijskiego Al-Ittihad Trypolis. W 2010 roku został z nim mistrzem Libii oraz zdobył Superpuchar Libii.

## Kariera reprezentacyjna
W reprezentacji Ghany Kuffour zadebiutował w 1996 roku. W 1998 roku został powołany do kadry Ghany na Puchar Narodów Afryki 1998. Na tym turnieju zagrał w 3 grupowych spotkaniach: z Tunezją (2:0), z Togo (1:2) i z Demokratyczną Republiką Konga (0:1). Z kolei w 2000 roku zagrał w 3 meczach Pucharu Narodów Afryki 2000: z Togo (2:0), z Wybrzeżem Kości Słoniowej (0:2) i ćwierćfinale z Republiką Południowej Afryki (0:1). W 2002 roku został powołany do kadry Ghany na Puchar Narodów Afryki 2002. Na tym turnieju wystąpił w 2 meczach: z Burkina Faso (2:1) i ćwierćfinale z Nigerią (0:1). W kadrze narodowej od 1997 do 2002 roku rozegrał 31 meczów i strzelił 2 gole. W 1995 roku wystąpił z kadrą U-23 na igrzyskach olimpijskich w Atlancie.